# Tim (fiume)
Il Tim (in russo Тим?) è un fiume della Russia europea, affluente di destra della Sosna (bacino del Don). Scorre nelle oblast' russe di Kursk e Orël.
La fonte si trova sul rialto centrale russo, 4 km a sud dell'insediamento di tipo urbano di Tim, distretto Timskij (Oblast' di Kursk). Il fiume scorre dapprima in direzione nord-orientale, poi settentrionale. La foce è a ovest della città di Livny, a 177 km dalla foce della Sosna. La lunghezza del fiume è di 120 km. L'area del bacino idrografico è di 2 460 km².